# Urceola huaitingii
Urceola huaitingii là một loài thực vật có hoa trong họ La bố ma. Loài này được (Chun & Tsiang) Mabb. miêu tả khoa học đầu tiên năm 1994.